# 熊伟 (经济学家)
熊伟（1975年—），江西南昌人，旅美华人经济学家，现任普林斯顿大学 John H. Scully'66 金融学、经济学教授，兼任香港中文大学（深圳）经管学院、深圳高等金融研究院及深圳数字经济研究院学术院长。他于14岁时从南昌十中少年班考入中国科学技术大学近代物理系。1993年获物理学学士学位，1995年获得哥伦比亚大学物理学硕士学位，2001年获得杜克大学金融学博士学位。
熊伟的研究兴趣集中在资本市场缺陷、行为金融、数字经济和中国金融体系，曾获多项荣誉，包括2018年中国经济学奖、2014年首届孙冶方金融创新奖、2013年纳斯达克集团最佳论文奖和美国金融学会2012年度史密斯·伯林顿最佳论文奖。他同时担任美国国家经济研究局的助理研究员、《金融杂志》（Journal of Finance）的联合主编。